# La Poste

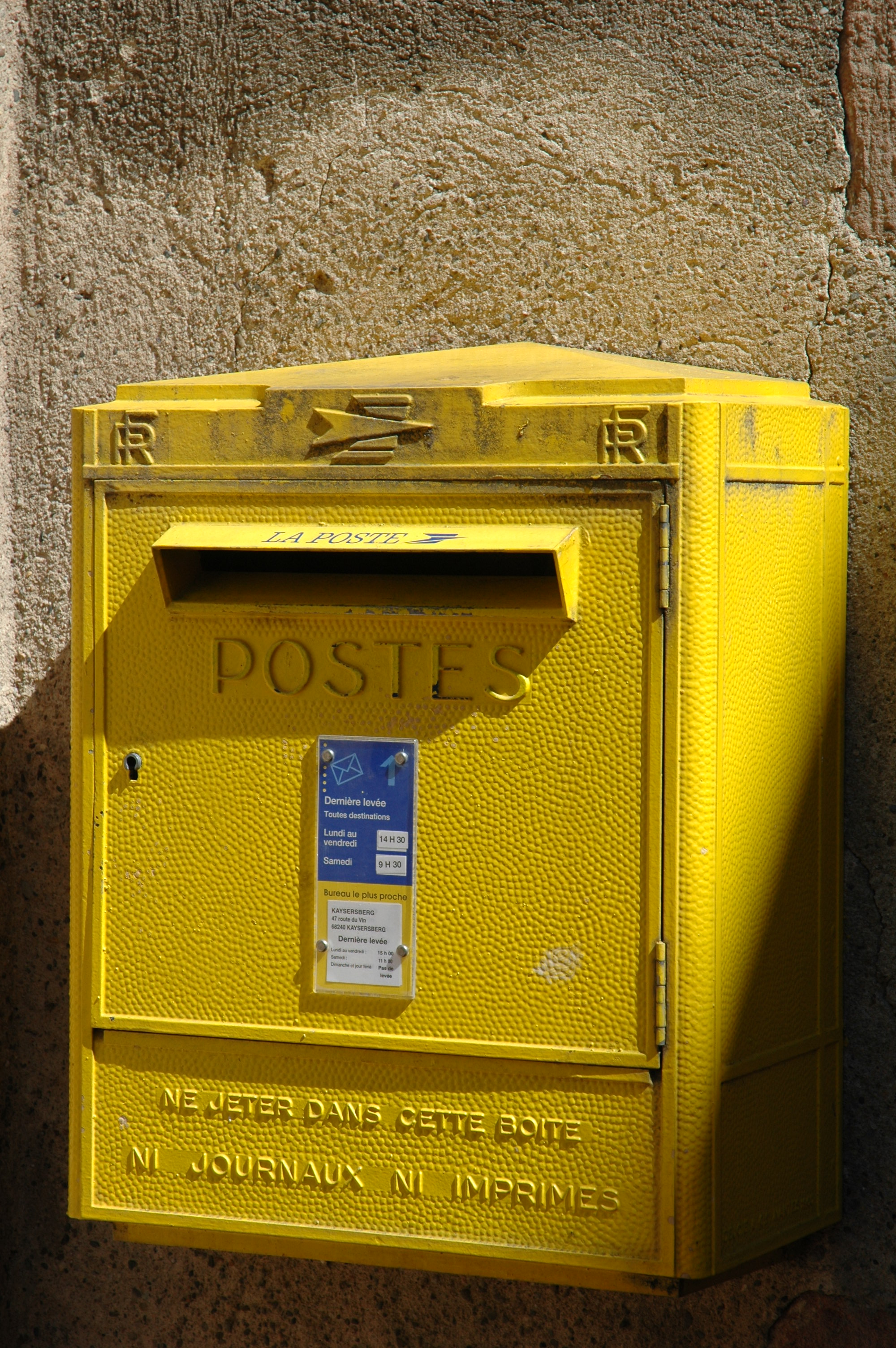
Skrzynka pocztowa poczty francuskiej

La Poste – francuska instytucja państwowa zajmująca się świadczeniem usług pocztowych. Zakresem operacyjnym La Poste obejmuje także francuskie terytoria zamorskie, w tym m.in. Reunion, Martynikę, Gwadelupę oraz Gujanę Francuską, a także francuską zbiorowość zamorska jaką jest Saint-Pierre i Miquelon.
Emituje specjalne znaczki pocztowe, które są używane na terenie całego terytorium zamorskiego i są zgodne z używanymi znaczkami pocztowymi używanymi na terenie Francji metropolitalnej.
Przedsiębiorstwo działa także na obszarze Andory, gdzie funkcjonuje na rynku na równi z hiszpańskimi operatorami pocztowymi oraz w Monaco.
Obecnie La Poste jest drugą pod względem wielkości firmą we Francji i zatrudnia 289 tys. pracowników.